# Ephraim H. Hyde
Ephraim H. Hyde var en amerikansk politiker som var viceguvernör i Connecticut från 1867 till 1869. Detta var under de första två ettåriga mandatperioder som James E. English var guvernör. English var även guvernör från 1870 till 1871, men då var Julius Hotchkiss viceguvernör.